# Mont San Gorgonio
Le mont San Gorgonio est un sommet de Californie, aux États-Unis, s'élevant à 3 505 mètres d'altitude et constituant le point culminant des montagnes de San Bernardino et de l'ensemble des Transverse Ranges. Il a été nommé au XVIIe siècle par des missionnaires espagnols d'après saint Gorgon.